# Andrach
Andrach (catalansk: Andratx) er en by og kommune i det østlige Spanien på øen Mallorca i provinsen De Baleariske Øer. Den har et indbyggertal på 12.062 (2024) indbyggere.